# Смігель
Смі́гель, давніше Шміґель (пол. Śmigiel) — місто в західній Польщі.

## Демографія
Демографічна структура станом на 31 березня 2011 року:
|          | Загалом | Допрацездатний вік | Працездатний вік | Постпрацездатний вік |
| -------- | ------- | ------------------ | ---------------- | -------------------- |
| Чоловіки | 2773    | 602                | 1923             | 248                  |
| Жінки    | 2840    | 526                | 1717             | 597                  |
| Разом    | 5613    | 1128               | 3640             | 845                  |

## Відомі люди
- Георг Джон (1879 — 1941) — німецький театральний та кіноактор.